# Sergio Marcos González
Sergio Marcos González (Sacedón, 3 februari 1992) is een Spaans voetballer die bij voorkeur als centrale middenvelder speelt. In 2012 verruilde hij Atlético Madrid voor Villarreal CF.

## Clubcarrière
Sergio Marcos speelde drie seizoenen voor het tweede elftal van Atlético Madrid, vooraleer hij in 2012 de overstap maakte naar het tweede elftal van Villarreal CF. Op 15 februari 2015 maakte hij zijn opwachting in de Primera División. Hij speelde de volledige wedstrijd mee tegen Rayo Vallecano. Eén week later mocht de middenvelder opnieuw 90 minuten meedoen tegen SD Eibar. Op 1 maart 2015 mocht hij starten in het Estadio Santiago Bernabéu tegen Real Madrid CF. Sergio Marcos mocht 68 minuten meedoen en had zo een aandeel in het 1–1 gelijkspel.